# Josef Šimon (fotbalista)
Josef Šimon (* 1943) je bývalý český fotbalový brankář a trenér.

## Hráčská kariéra
V československé nejvyšší soutěži chytal za Jiskru Otrokovice ve čtyřech zápasech při její jediné účasti v ročníku 1964/65. Debutoval ve středu 5. května 1965 v Trnavě, kde otrokovičtí s domácím Spartakem Trnava prohráli 0:5 (podrobnosti zde). V tomto zápase vystřídal po prvním poločase a třech inkasovaných brankách Jiřího Prokeše.
Za Jiskru Otrokovice nastupoval také ve II. lize, poté hájil branku Veselí nad Moravou.

### Prvoligová bilance
| Ročník             | Zápasy | Góly | Minuty | Nuly | Klub                 |
| ------------------ | ------ | ---- | ------ | ---- | -------------------- |
| I. liga 1964/65    | 4      | 0    | 250    | 0    | TJ Jiskra Otrokovice |
| CELKEM I. ČS. LIGA | 4      | 0    | 250    | 0    |                      |

## Trenérská kariéra
Po skončení hráčské kariéry se stal trenérem. V polovině 80. let 20. století vedl B-mužstvo ve Veselí nad Moravou, od sezony 1987/88 začal trénovat všechny brankáře oddílu od žáků po dospělé.